# Universo de I racconti di Arcadia
Questa voce contiene un elenco delle creature magiche, degli alieni, dei luoghi e degli oggetti presenti nella saga de I racconti di Arcadia.

## Creature magiche
Di seguito sono elencate le creature magiche apparse nelle serie de I racconti di Arcadia.

### Troll
I troll sono una specie di creature magiche originarie del pianeta Terra (conosciute dalle leggende dagli umani). I troll vivono in una società caratterizzata da metropoli sotterranee e la cultura è composta principalmente da magia troll, amuleti, totem e incantesimi. I Troll nascono dalla magia, da una scheggiatura dell'Heartstone della madre e del padre in un piccolo cristallo che impiega quasi tre decenni (tempo medio per lo sviluppo dei Troll) perché la pietra portafortuna si spezzi e nasca il piccolo Troll. I troll originariamente provengono da quelle che ora sono le Terre Oscure. I troll e gli umani erano in costante conflitto per il dominio della superficie. Le orribili morti e lo spargimento di sangue hanno corrotto la prima Heartstone, facendola marcire dall'interno, e da essa è nato Gunmar. Secoli fa, il mago Merlino creò l'Amuleto della Luce del Giorno, un potente artefatto che sceglie un campione, il Cacciatore di troll, per proteggere allo stesso modo sia gli umani che i troll. I troll vivevano nei Mercati dei troll a Glastonbury Tor prima dell'ascesa dei Gumm-Gumm e dopo, migrarono a Dwozer. Gunmar guidò l'esercito Gumm-Gumm a prendere il potere della superficie e a divorare tutta l'umanità. Ciò scatenò una guerra tra i Gumm-Gumm e il resto dei Troll che terminò quando il Cacciatore di Troll, Deya la salvatrice, sconfisse Gunmar nella battaglia di Killahead, esiliando lui e tutto il suo esercito nelle Terre Oscure. Qualche tempo durante il Rinascimento europeo, un re e Vendel fecero una debole tregua nota come "Il Patto" tra l'umanità e la razza dei troll. I Troll dissero che avrebbero limitato la loro dieta ai gatti e ai capi di abbigliamento usati. Ma con il passare degli anni, un segmento conservatore di troll è diventato irrequieto. Desideravano ardentemente la brutalità e la forza dei Gumm-Gumm, credevano che "Il Patto" li facesse sembrare deboli, che gli umani li "guardassero dall'alto in basso". Era giunto il momento per loro di avventurarsi in una nuova terra, una terra di speranza e possibilità illimitate. Perché Vendel ha percepito una nuova e onnipotente Heartstone in un nuovo posto che gli umani chiamavano "Nuovo Mondo". Quindi, i restanti Troll hanno iniziato a migrare. I Troll si nascosero su una nave chiamata Mayflower, insieme a diversi Gnomi per compagnia e nutrimento. Lasciarono la nave dopo aver avvistato Plymouth Rock ed emersero dal mare in quello che oggi è il New Jersey, e dopo molte ricerche, riuscirono a trovare un nuovo Heartstone in California. Lì, hanno creato la più importante comunità di troll, il mercato dei troll di Heartstone, una metropoli sotto la città umana di Arcadia Oaks. Gunmar riuscì a forzargli la mano una volta fuggito dalle Terre Oscure, in risposta Morgana fu liberata dalla sua prigione, il piano per la Notte Eterna fu eseguito e i restanti troll migrarono a Hoboken, nel New Jersey. I troll sono caratterizzati dalla loro pelle di colore diverso, dura, simile a una roccia, ricoperta di tatuaggi simili a intagli e un riconoscibile naso simile a un koala. Alcuni troll, come Blinky e Dictatious, hanno quattro braccia e sei occhi, e alcuni dei troll sullo sfondo hanno uno o due occhi. I troll maschi sono più grandi con grandi corna sulla testa e hanno zanne inferiori visibili. I troll femmine sono grandi o snelli, non hanno corna e hanno zanne più piccole simili agli gnomi. I troll possiedo sensi e caratteristiche fisiche sovrumane. La maggior parte dei troll ha dimostrato di essere quasi invulnerabile (perché la loro pelle è interamente fatta di pietra). Sono estremamente longevi(possono vivere per migliaia di anni, forse anche di più). Possono ingerire rifiuti e spazzatura, ma alcuni non possono mangiare cibo vero e proprio. Possono usare la magia, anche se in maniera limitata rispetto ai maghi. Una loro debolezza nota è la luce del sole: se si espongono a dessa si trasformano in pietra. Alcuni troll sono inclini a istinti selvaggi e non possono mangiare vero cibo umano. Esistono diversi tipi di troll:
- Troll da giardino: I troll dei giardini sono una razza di troll che si ritirano nei giardini e sono distintamente imparentati con i Quagawump. Poco si sa su come vivono i troll da giardino. I Troll da giardino sono grandi con la pelle di pietra verde ricoperta di muschio e hanno lunghi rami in cima alla testa per i capelli. I Troll da giardino sembrano molto forti, ma hanno una naturale debolezza nei confronti della luce del sole, come la maggior parte dei troll.
- Troll di fiume: I Troll di fiume vivono nei fiumi invece che nel Mercato dei troll di Heartstone, proprio come i Quagawump vivono nella loro baia in Florida, i Krubera vivono nelle caverne più profonde e i Troll vulcanici vivono a Ojos del Salado.
- Troll di montagna: I troll di montagna sono una gigantesca razza di troll che sono finora il più grande tipo di troll conosciuto. I Troll di montagna sono descritti come enormi colossi torreggianti con roccia vulcanica per la pelle e sono praticamente pieni di lava fusa. I Troll di montagna sono in grado di produrre lava dall'interno dei loro corpi. Possono anche proiettarsi utilizzando rocce galleggianti, probabilmente a causa della loro enorme altezza, quindi mancano della maggior parte dei movimenti. I Troll di montagna hanno una brutta reazione ai tacos (soprattutto ai burritos), che danno loro indigestione.
- Troll vulcanici: I Troll Vulcanici sono una razza di Troll che vivono sotto i vulcani. Sono principalmente impegnati nell'estrazione mineraria. La maggior parte di loro vive a Ojos del Salado sotto il dominio del Troll di Montagna Gatto. Altri vivono all'interno di un troll di acque profonde chiamato Kelpestrum e altri troll di montagna che servono, come Craggen e i suoi tre fratelli defunti. I Troll vulcanici sono caratterizzati dalla loro pelle rossa e dalle maschere di metallo che indossano sui loro volti. I Troll vulcanici sono silenziosi e imprevedibili.
- Stalkling: Gli stalking (o draghi avvoltoio) sono una razza di draghi simili a pterosauri. Oltre ai Mutanti, sono le uniche specie conosciute draghi che sono immuni agli effetti della luce solare. Gli stalking sono giganteschi draghi avvoltoi con occhi rosso sangue che emanano un leggero bagliore, ali simili a pipistrelli e zanne e artigli affilati come rasoi. Hanno anche una criniera fatta di piume o (o piume simili a scaglie) sul moncone del collo. Gli stalking sono pericolosi, imprevedibili e incontrollabili. Una volta scelta una preda, non smettono di cacciare finché non l'hanno uccisa. Preferiscono attaccare la loro preda ogni volta che sono soli.
- Quagawump: I Quagawump sono una razza di piccoli Troll verdi che vivono nelle paludi della Florida. Vivono in una società tribale governata dal Re Wumpa (ora Regina). Sono estremamente ostili agli stranieri, specialmente agli umani. I quagawump si distinguono per il loro aspetto corto, robusto e verde. Hanno peli appuntiti che assomigliano molto all'erba sulla testa, sulle braccia e sulla schiena. Diversi Quagawump spesso portano Parlok Spears. I quagawump hanno fondamentalmente la stessa forza naturale di qualsiasi altro troll e sono molto più aggressivi e ostili (principalmente verso gli estranei). Sono anche molto musicali e si divertono a ballare. Alcuni Quagawump, sono stati mostrati usando la magia della bufera di neve da un calderone. I quagawump hanno anche la naturale debolezza di un troll alla luce del sole. Alcuni sono anche piuttosto ottusi.
- Krubera: I Krubera sono una razza di Troll che abitano nelle caverne che abitano le Caverne Profonde, un insieme di grotte profonde sotto il mantello terrestre. I Krubera sono troll bipedi caratterizzati principalmente dalla loro corporatura tozza e muscolosa, mostrata attraverso l'ampio petto, le spalle larghe e le braccia voluminose; in quanto tale, la parte superiore del corpo domina la maggior parte del loro aspetto, con le gambe piuttosto piccole rispetto a questo. La faccia di un troll Krubera è piatta e dominata da un grande naso viola, con gli occhi fissi. Le loro teste hanno quattro corna, due grandi e due più piccole dietro di loro, e piccole orecchie che pendono verso il basso. I Krubera non possiedono peli (ad eccezione di AAARRRGGHH!!!), e le scanalature sul loro corpo emettono un bagliore blu-viola. Tutti i Krubera condividono una profonda connessione tra loro, al punto che sono in grado di percepire quando uno della loro specie sta morendo. Come notato da Draal, i Krubera sono guerrieri spietati ed esperti, allevati per la battaglia e addestrati per uccidere. A causa dell'ambiente naturale del Krubera, hanno una vista acuta quando sono al buio e sono molto bravi con le indicazioni stradali. I Krubera possiedono la naturale debolezza di un troll alla luce del sole. Hanno anche sensibilità alla luce poiché trascorrono così tanto tempo al buio.
- Gumm-Gumm: I Gumm-Gumm erano una tribù di troll guerrieri aggressivi e barbari guidati dal loro signore della guerra, Gunmar. Gumm-Gumm si distinguono principalmente per la loro pelle di colore nero, le loro grandi dimensioni e i loro occhi luminosi. Spesso portano lance o asce per il combattimento. I troll Gumm-Gumm hanno praticamente le abilità standard di altri troll. I Gumm-Gumm possiedono le stesse debolezze dei buoni troll, come la loro vulnerabilità alla luce solare diretta. Inoltre, poiché la maggior parte di loro sono troll tecnicamente sottoposti al lavaggio del cervello, non possono davvero pensare da soli e quindi non sono guerrieri eccellenti.
- Draghi-troll: sono una razza di troll simili a draghi. Vivono in una copia del Mercato dei Troll situato sotto il ponte nel sud della Cina. Il suo leader, Zong-Shi, li tiene schiavi e isolati dal mondo esterno a causa della sua ossessione per la Cronosfera e per l'evasione dal suo destino fatale. Dopo la morte di Zong-Shi e la distruzione del ponte, Carlo Magno e Archie decisero di prendere il controllo dei draghi-troll. Sono sospettosi della stregoneria, quindi la loro casa è resistente alla magia delle ombre. Essendo una specie di troll probabilmente si trasformano in Pietra quando vengono toccati dalla luce del sole.

### Gnomi
Gli gnomi sono creature dispettose che abitano i mercati dei troll. Gli gnomi sono fastidiosi ladri visti come una piaga che causano sempre problemi. Sono emigrati insieme ai Troll durante la creazione del Mercato dei troll di Heartstone. Possono vivere accanto ai troll solo perché mangiano i parassiti da loro. Tuttavia, gli gnomi possono anche essere molto leali. Sono anche ingenui e facilmente impressionabili, oltre che irascibili. Sono creature estremamente resistenti e possono facilmente sopravvivere nelle Terre Oscure se lasciate a se stesse. Allo stesso tempo, sono coraggiosi e orgogliosi. Gli gnomi sono tipicamente visti come minuscole creature con capelli e barba bianchi, denti affilati come rasoi, nasi grandi e occhi neri. Indossano cappelli a punta sopra la testa per nascondere le corna, camicie grigie con fibbie, guanti senza dita e stivali marroni. Gli gnomi sono più piccoli, agili e più veloci dei troll e possiedono anche un livello di resistenza. Il loro livello di velocità li rende quasi impossibili da catturare, a volte appare come un breve lampo. Le corna sulle loro teste sono abbastanza forti da perforare la solida roccia. Possono anche mordere e masticare oggetti a grande velocità, come un trapano o un temperamatite. Niente fa infuriare uno gnomo più di qualcuno che tocca i loro cappelli, perché hanno punte sulla testa sotto i loro cappelli.

### Goblin
I goblin sono creature piccole, spietate, simili a gremlin che agiscono come imbroglioni e vandali di strada, lasciando una scia di distruzione ovunque vadano. I goblin di solito hanno braccia e gambe lunghe, orecchie da felino, occhi gialli e rossi, grandi zanne e basette, con la maggior parte dei goblin verdi o blu. I goblin si muovono in grandi gruppi e se uno di loro viene ucciso, gli altri non si fermeranno finché non si vendicheranno dell'assassino e distruggeranno chiunque si metta sulla loro strada. Sfortunatamente, non hanno il concetto logico di causa ed effetto, almeno per quanto riguarda le circostanze della morte dei loro fratelli, e giureranno vendetta contro il colpevole più evidente. I goblin sono in grado di strisciare su muri, alberi, ecc. e uno stormo di loro può divorare un intero camion in pochi secondi. Sono anche particolarmente attratti e bramano il feromone del terrore, che possono rintracciare se un essere è spaventato. I goblin non sono neanche lontanamente sopportabili come i troll in quanto non hanno la pelle di pietra; possono essere facilmente ridotti in poltiglia verde. Inoltre, i Goblin non sono ancora abbastanza intelligenti da collegare causa ed effetto.
Goblin di sangue - I goblin di sangue sono una razza di Goblin che si trovano esclusivamente nelle Terre Oscure. Sono molto più violenti e folli delle loro controparti più comuni. Contrariamente al loro nome, i Goblin di sangue sono in realtà bianchi, non rossi come il sangue vero. Eppure, i loro occhi sono rossi, invece del solito giallo.

### Mutanti
I mutanti sono Troll che sono stati alterati da Morgana e dai Gumm-Gumm in modo che possano assumere forme umane. I Mutanti vengono inviati nel regno umano come spie, soppiantando i neonati umani che sono conosciuti come il Famiglio del Mutante. I mutanti sono mutaforma, quindi possono avere l'aspetto comune di un umano e di un troll. A differenza di altri troll, la maggior parte dei Mutanti (tranne Gladys e Krax) mostra un aspetto e dimensioni più umanoidi nelle loro forme di troll. Nelle forme umane, parlano come persone normali. Nella loro vera forma, le loro voci sono solitamente più profonde e roca. Collegandosi con uno specifico essere umano, il suo Famiglio, i Mutanti sono in grado di assumere l'aspetto di quell'umano quando lo desiderano. Nelle loro forme umane, i Mutanti sembrano anche essere immuni all'effetto della luce solare proprio come gli Stalkling, indipendentemente dal fatto che siano anche nelle loro forme di troll, rendendoli così le spie perfette per i Gumm-Gumm. Alcuni di loro sono guerrieri esperti. Sebbene non siano affatto influenzati dalla luce solare, la debolezza più comune di un mutante sono i Gaggletacks (ferri di cavallo fatti di ferro puro), che rivelano la vera natura di un mutante attraverso il contatto fisico di qualsiasi parte del corpo. A parte questo, un mutante può perdere la sua forma umana se il famiglio viene salvato dalle Terre Oscure. Anche l'immunità alla luce solare di un mutante può essere disabilitata, attraverso l'uso della magia.
Polimorfi - I polimorfi sono rari mutanti che possono trasformarsi in chiunque senza un famiglio.

### Golem
I golem sono creature magicamente incantate create dai totem dell'Animus che di solito sono composte da diversi elementi, come fango, vetro e cristalli. Mentre non è noto se i Golem siano davvero di natura civilizzata in quanto sembrano essere semplicemente creature create dall'uomo che vengono evocate solo dai Totem dell'Animus. I golem appaiono come grandi bruti senza volto e senza mente che attaccano qualsiasi cosa sul loro cammino. Non parlano, ma emettono bassi ringhi. Tutti i golem sono abbastanza forti e dipendono dall'elemento di cui sono fatti. Possono anche rigenerarsi fintanto che i loro totem rimangono intatti. Sebbene i golem siano difficili da battere, a causa delle loro dimensioni, possono muoversi solo lentamente e l'unico modo per distruggerli per sempre è rimuovere il totem stesso dall'interno e distruggerlo. Inoltre, tutti i golem creati verranno uccisi tutti in una volta quando il loro padrone cade in battaglia. 

### Folletti
I folletti sono creature minuscole e luminose che sono comunemente usate come diversivo per annebbiare le menti di un nemico. I folletti hanno combattuto una guerra contro le fate secoli fa e hanno avuto successo. I folletti sono minuscole palline luminose gialle che lasciano dietro di sé una scia gialla mentre volano in giro, di solito visti come zig-zag. Si sentono per lo più ridacchiare ad alta voce e strillano ogni volta che vengono schiacciati. I folletti sono in grado di entrare nella testa (attraverso le orecchie o il naso) di altri esseri e farli soffrire di allucinazioni, la maggior parte delle quali sono le loro più grandi paure. I folletti possono essere facilmente espulsi dalla loro vittima con un semplice schiaffo in testa.

### Gruesome
I Gruesome sono creature simili a spazzini che si nutrono dei resti dei Troll deceduti. Al primo segno di guerra, i Gruesome si riuniscono per assistere alla carneficina e, dopo lo spargimento di sangue, divorano i resti dei troll caduti rimasti sul campo di battaglia. I Gruesome sono mostri simili a lumache pallidi e senza volto che non sono in grado di comunicare normalmente e possono solo ringhiare e gemere. Possono copiare il linguaggio umano. I Gruesome hanno un corpo di melma malleabile che possono modificare a loro piacimento, rendendosi immuni a qualsiasi danno fisico. I loro corpi consentono inoltre loro di muoversi fluidamente attraverso spazi ristretti. Possiedono circa due o tre punti deboli: Dwärkstones (che li fa esplodere quando vengono posizionati vicino o all'interno dei loro corpi) e farina, insieme al sale (che può indurire e rompere i loro corpi).

### Maghi
I maghi sono coloro che hanno una grande conoscenza e potere sull'uso delle forze mistiche comunemente note come magia per compiere varie imprese che sfidano le leggi della natura. I maghi possono essere umani e troll che sono abili praticanti dell'arte, o anche semidei. È stato implicito che solo pochi maghi (come Merlino e Morgana) siano esistiti sulla Terra molto prima della creazione dell'uomo, proprio come i troll e persino gli Akiridiani. Alcuni maghi in realtà vivono una vita normale come quella dei civili medi, anche nei tempi moderni (molto probabilmente per nascondere la loro vera natura). Si può teorizzare che affinano costantemente i loro poteri magici in segreto, oltre ad aumentare le loro conoscenze e abilità. Nelle società magiche c'è un maestro (colui che è molto esperto nell'arte della magia) e un apprendista (colui che sta studiando ed è inesperto nell'arte ed è istruito dal proprio maestro). Apparentemente, un apprendista non è sempre più giovane del maestro, poiché Morgana era una volta l'apprendista di Merlino, nonostante fosse implicito che lei fosse antica o più antica di lui. Dato che sia gli umani che i troll e persino i semidei possono essere classificati come maghi, il loro aspetto può variare da umano a mostruoso. La maggior parte di solito è vista indossare armature (indipendentemente dal fatto che siano in battaglia oa proprio agio) e portare qualche tipo di armamentario mistico. I maghi e le streghe sono ben noti per la loro capacità di compiere enormi imprese magiche. Alcuni maghi hanno il dono di intravedere il futuro, ma non sono sempre chiari. I potenti maghi sono anche in grado di assorbire la magia degli altri e persino apparire come proiezioni spirituali indipendentemente dal fatto che i loro corpi siano imprigionati o in un sonno profondo. La maggior parte sono anche immortali, poiché possono vivere (così come dormire) per migliaia di anni senza morire o invecchiare, e nessuna arma mortale può ucciderli, specialmente alcuni di quelli creati magicamente. Possono anche essere oratori molto abili, essendo in grado di distorcere la ragione e la logica (con o senza l'aiuto della loro magia) per ottenere ciò che vogliono. Ciò li renderebbe manipolatori molto abili, sia buoni (come nel "fare ciò che devono fare" per il bene superiore) o malvagi (come nel trattare gli alleati come "pedine" per ottenere ciò che vogliono per il loro bene). I maghi sembrano anche essere significativamente più forti e possono reagire più velocemente degli umani comuni, oltre a possedere un'elevata invulnerabilità (a causa della loro magia, armatura o entrambi). Nonostante il loro potere quasi illimitato, la magia di un mago può essere esaurita se usano troppo del loro potere tutto in una volta. Questo li lascia perdere la maggior parte dei loro poteri magici e sono resi incapaci di usare la magia oltre ai semplici "trucchi da salotto" (se hanno ancora della magia in loro). Inoltre, in molte incarnazioni quando si tratta di magia, le energie arcane dell'universo richiedono un delicato equilibrio, poiché l'azione di un incantesimo può provocare una certa reazione (specialmente all'universo e/o all'incantatore, a seconda della gravità dell'incantesimo generalmente). I loro incantesimi possono spesso essere imprevedibili, poiché è anche la natura stessa della magia. Anche la magia oscura è qualcosa di cui un mago dovrebbe sempre diffidare. Sebbene la magia oscura non significhi sempre necessariamente magia "malvagia", possiede comunque importanti conseguenze in entrambi i casi che possono facilmente sfuggire di mano e/o causare una forma significativa di trasformazione all'incantatore. Sebbene la magia oscura possa (in un certo senso) aiutare in una certa situazione, c'è ancora una certa reazione oscura come una forma di "sacrificio di sé". Potrebbe lasciare il mago altamente dipendente e suscettibile alle influenze negative, aperto alla corruzione, dover affrontare la propria oscurità, ecc. Presumibilmente, i maghi inesperti possono avere scarso controllo sui loro poteri, il che può renderli da moderatamente a estremamente pericolosi senza un'adeguata formazione e conoscenza. Possono anche essere considerevolmente più deboli dei maghi esperti.

### Mephit dell'Ombra
I Mephit dell'Ombra sono feroci creature simili a lucertole d'ombra. Sono di colore nero e hanno accenti di giallo brillante, come una lingua gialla. Possono essere distinti dagli umber imp dal fatto che hanno tre mandibole. Hanno tre occhi con sclere gialle, iridi arancioni e pupille nere. I loro corpi sono lunghi e sinuosi e sembrano lucertole, con una lunga coda. Hanno anche segni rossi che vanno sopra i loro occhi. Non si sa molto della loro civiltà. Sembrano cacciare in branchi giganti e attaccare chiunque faccia del male a uno di loro, suggerendo che hanno un forte senso di cameratismo. Sono carnivori, ma possono anche spazzare via se la situazione lo richiede. I Mephit dell'Ombra sono estremamente agili e agili. Hanno anche una grande quantità di forza e possono attraversare oggetti solidi e trappole magiche, come mostrato quando un Mephit è facilmente uscito dalla trappola magica di Douxie. Quando cacciano in branco, la loro ferocia ed efficacia aumentano di dieci volte e possono abbattere facilmente grandi nemici. Come affermato da Archie, i Mephit dell'Ombra sono vulnerabili al fuoco.

### Draghi
I draghi sono una specie di creature alate e sputafuoco che risiedono in vari luoghi. Possono anche scegliere altre forme, come quella di un gatto. I draghi in genere vivono in caverne o tane. Sono generalmente amichevoli e disponibili e molto eruditi. Spesso descritti come violenti e demoniaci dagli umani, i draghi sono creature gentili, non inclini alla violenza. Sono anche ferocemente leali. In forma normale, i draghi sono creature grandi, alate e pelose che possiedono le corna. I famigli del drago possono scegliere qualsiasi forma di loro gradimento, ma manterranno le loro ali. Le loro ali possono essere rese invisibili e utilizzate quando necessario. I draghi sono in grado di sputare fuoco, permettendo loro di distruggere le difese magiche e carbonizzare o sciogliere quasi tutto, comprese le pietre magiche. I draghi sono anche in grado di volare, permettendo loro di combattere in aria e rendendoli sfidanti avversari. Si dice che i draghi abbiano un certo grado di mutaforma, sebbene solo Archie abbia mostrato questo potere. Secondo suo padre, Carlo Magno, un drago sceglie una forma alternativa a una certa età. È implicito che il mutaforma dei draghi sia limitato in una certa misura. I draghi sono in genere molto esperti di magia, essendo in grado di identificare creature magiche e combattere facilmente diversi incantesimi. Draconico è la lingua ufficiale dei draghi. Sono in grado di decifrarlo con facilità, consentendo loro di aiutare con la decodifica dei documenti. 

### Titani
I titani erano tre abomini primordiali creati e impregnati delle energie elementali dell'Ordine Occulto, che servivano come loro ancelle nella Prima Creazione. Sono stati messi in stasi attraverso mezzi sconosciuti, in attesa che i loro padroni rompessero i Sigilli della Genesi in modo che si alzassero e ricominciassero la Terra. I membri dell'Oride Occulto hanno creato i Titani e li hanno usati per formare l'intero universo, compresa la Terra. Dopo miliardi di anni, i Titani subirono un sonno profondo, nascosti in tre diversi luoghi della terra (mar cinese meridionale, Groenlandia e Foresta brasiliana), e potevano essere risvegliati solo se i Sigilli della Genesi sarebbero stati aperti, infondendo la vera essenza della magia nei membri dell'Ordine. I titani sono giganteschi e ognuno dei tre è legato a un elemento primordiale che li collega con un membro dell'Ordine Occulto (fuoco, ghiaccio e terra). I Titani non possono prosperare senza i loro rispettivi semidei. L'unico modo per fermare definitivamente i Titani è sconfiggere e uccidere definitivamente i membri dell'Ordine Occulto.

## Alieni
Di seguito sono elencate le razze aliene apparse nelle serie de I racconti di Arcadia.

### Akiridiani
Gli akiridiani sono sono una razza aliena di esseri basati sull'energia inorganica originari del pianeta Akiridion-5. Tutti gli Akiridion si distinguono per la loro tonalità blu elettrico, essendo il colore della loro pelle, dei capelli e degli occhi. Sono forme di vita umanoidi basate sull'energia, con corpi corporei originati dai loro nuclei vitali, che ospitano le loro stesse anime. Indossano anche tute con diverse sfumature di blu, con rifiniture blu elettrico. Un Akiridiano comune ha solo due braccia, due occhi (con l'eccezione di Varvatos Vex, General Morando e Loth Saborian, che hanno quattro occhi), tre o quattro dita, e i loro nuclei vitali sono più rettangolari con tre rivestimenti. Un Akiridiano reale ha quattro braccia, cinque dita e i loro nuclei vitali hanno uno stile più unico di quello di un Akiridiano più comune. La società Akiridiana si caratterizza principalmente per i suoi numerosi progressi tecnologici, avendo sviluppato hoverboard, interfacce olografiche e armi avanzate nascoste in un serrator compatto. Questo, combinato con i loro progressi nella scienza e nella matematica, ha portato a una società avanzata basata sulla tecnologia, con progressi che fanno sembrare primitiva la tecnologia della Terra in confronto. Gli Akiridiani raccolgono conoscenza attraverso la cosmesi termogenica, un processo che consente loro di apprendere a un ritmo molto più veloce dell'umano medio. Gli Akiridiani si riproducono baciandosi, con il settimo bacio che provoca la gravidanza del maschio. La gravidanza akiridiana sembra durare circa un giorno o giù di lì. Una singola gravidanza può portare a due o cinque figli Akiridiani, anche se possono essercene di più. Vivono in una monarchia, governata dalle case della famiglia reale. Gli Akiridiani sono più forti, più veloci, più durevoli, agili e intelligenti e hanno riflessi migliori di un essere umano medio. Inoltre, essendo forme di vita inorganiche, non hanno bisogno di cibo o bevande per il sostentamento e si presume che abbiano un livello di ipermetabolismo, come mostrato quando Aja ha mangiato un intero burrito di Diablo Maximus senza problemi digestivi. Hanno anche un adattamento al vuoto, poiché non richiedono ossigeno per sopravvivere. Inoltre, hanno una durata di vita molto più lunga rispetto all'essere umano medio, proprio come i Troll. Anche un Akiridiano non morirà fintanto che il suo nucleo vitale non viene distrutto, ma se il suo corpo fisico viene distrutto, la sua ricostruzione richiederebbe un tempo indeterminato. Oltre ad essere esseri basati sull'energia, nonostante la loro maggiore durata, gli Akiridiani possono perdere i loro corpi fisici se subiscono troppi danni. Tuttavia, non muoiono veramente finché i loro nuclei vitali rimangono intatti. Se il nucleo è blu attivo, possono essere messi in stasi e il corpo dell'Akiridiano può rigenerarsi per un periodo di tempo indeterminato (a meno che non venga ridotto in pezzi). Ma se i nuclei sono grigio morto, la stasi non è possibile e l'Akiridiano è completamente morto.

### Duriani
I duriani sono una razza aliena di esseri del pianeta Durio. I durian sono umanoidi con quattro occhi simili a bovini.

### Zeron
Gli Zeron sono una razza spietata di alieni cacciatori di taglie. Gli zeron possono essere sia meccanici che biologici in termini di composizione corporea. Gli zeron indossano quasi sempre armature di metallo futuristiche. Hanno occhi a fessura, pupille piccole e sclere il cui colore differisce da Zeron a Zeron. Hanno un aspetto animalesco. Gli zeron sono alieni spietati, avidi, disonorevoli, pugnalati alle spalle, feroci e inaffidabili che non hanno morale e sono influenzati solo da decisioni relative al proprio bene. Inoltre non hanno rimorso, poiché ucciderebbero volentieri alieni innocenti se ciò significasse il completamento della loro taglia. Tuttavia, sono molto fedeli ai loro compagni e compagni Zeron. Gli zeron sono combattenti corpo a corpo estremamente abili, in grado di rivaleggiare e sopraffare brevemente il famoso Varvatos Vex in persona. Sono veloci e agili, combinano acrobazie e velocità per creare attacchi devastanti. Sono anche molto intelligenti, in grado di escogitare piani e cambiare rapidamente il loro stile di combattimento in base all'avversario che stanno affrontando. Sebbene la forza non sia il loro principale punto di forza, hanno un grado di forza molto elevato. Un'altra qualità che possiedono è la loro competenza in tutte le forme di combattimento che coinvolgono armi. Gli zeron in genere portano le proprie armi e sono molto abili nel loro utilizzo. L'armatura di metallo indossata dagli Zeron aumenta la loro invulnerabilità in misura rispettabile. I team Zeron possono coordinare i loro attacchi per infliggere più danni. Gli zeron sono molto vulnerabili ai costrutti ionici come i serrator poiché un singolo colpo può infliggere danni terribili a uno zeron.

### Foo-foo
I Foo-foo sono una specie di alieni simili a conigli. I Foo-Foo sono esseri di dimensioni che variano da piccole a medie. Tutti hanno orecchie lunghe e indossano armature ad alta tecnologia che coprono tutto il corpo. Proprio come i conigli terrestri, i Foo-Foo tendono a riprodursi ad alta velocità, potendo passare da un paio a centinaia in una sola settimana. Apparentemente, tendono tutti ad essere nominati con il prefisso "Foo Foo" seguito da un titolo onorifico che generalmente riflette una certa qualità dell'individuo. Possono saltare a grandi altezze, oltre a essere in grado di creare più di se stessi a una velocità incredibile. Diversi Foo-Foo hanno pistole a rotaia olografiche e si divertono a distruggere l'ambiente circostante con esplosioni selvagge. 

### Gorboniani
I gorboniani sono una razza aliena del pianeta Gorbon. I gorboniani sono alieni di dimensioni enormi. La loro fisiologia comprende quattro occhi, sopracciglia rosse, sei zampe e artigli affilati. Le gorboniane femmine hanno la pelle rosa violacea mentre i maschi sono molto probabilmente verdi. I gorboniani sono una specie con un'estrema abitudine all'accoppiamento. Si accoppiano sempre per la vita. Se non funziona, i gorboniani divorano la loro ex coppia, anche se non si sa se questa pratica sia limitata a un solo genere. A causa delle loro grandi dimensioni, i gorboniani possiedono una forza immensa. Un colpo della loro coda è sufficiente per scaraventare un essere umano a diversi metri di distanza e distruggere un tronco d'albero. Tuttavia, le loro dimensioni riducono anche la loro velocità e agilità. I gorboniani tendono ad essere lenti e pigri con i loro movimenti. 

### Cindoriti
I cindoriti sono una specie aliena di razza quasi indistruttibile e violenta di esseri meccanizzati originari del pianeta Cindor. I cindoriti sono enormi esseri meccanizzati con un nucleo interno composto da magma fuso. Possiede un busto massiccio con una faccia incastonata al centro e una serie di braccia e gambe che sono molto più piccole in confronto. Le loro mani sono un paio di morsetti usati solo per tenere. I cindoriti sono noti per il loro sfrenato disprezzo per la vita. Sono inclini a battute, crudeltà spietata e discorsi spazzatura. I cindoriti sono quasi indistruttibili. I loro corpi meccanici sono composti da una lega metallica che li rende invulnerabili a qualsiasi danno a livello corpo a corpo. Nemmeno i serrator e il martello da guerra di Toby hanno lasciato un graffio su Magmatron. Possiedono inoltre una forza fisica imbattibile e nonostante le loro grandi dimensioni, si dimostrano anche molto agili. I loro arti sono attaccati con campi magnetici come robot vuoti, il che offre loro un vantaggio per gli attacchi rotanti. L'unica debolezza nota dei Cindoriti è l'acqua. Quando sono bagnati, i Cindorite subiscono un cortocircuito e perdono la loro indistruttibilità, lasciandoli vulnerabili abbastanza a lungo da subire un colpo letale.

### Voltariani
I voltariani sono una specie aliena di forme di vita elettrotermiche originarie del pianeta Voltar. I voltariani sono grandi creature simili a rettili con la pelle verde e le orecchie blu. Hanno artigli prominenti, una lunga coda e occhi gialli con pupille a forma di croce. Non si sa come fosse la civiltà voltariana prima della guerra che ha travolto il loro pianeta. Ma come raffigurato, sembra che i sopravvissuti si siano dispersi in tutta la galassia e abbiano dichiarato guerra ad Akiridion-5. I voltariani hanno la capacità di generare, manipolare e viaggiare attraverso l'elettricità. I voltariani non sono in grado di scappare se sono imprigionati in materiali isolanti come gomma e silicone. 

### Antichi
Gli Antichi erano divinità aliene giganti che un tempo custodivano l'universo, ma ora si presume siano estinte. Gli antichi erano fatti di un'energia centrale più potente ed erano noti per essere giganti torreggianti con un enorme potere. Essi erano alimentati da dei nuclei vitali, simili a quelli degli Akiridiani, che contenevano sia la loro essenza che il loro potere divino. Proprio come la mitologia della Terra, gli Antichi stessi una volta erano considerati dei che difendevano i pianeti in tutto il cosmo. Gli antichi possedevano una forza enorme ed erano quasi inarrestabili. Alcuni come Seklos e Gaylen erano in grado di distruggere interi pianeti e sistemi planetari. Secondo la mitologia di Akiridion-5, Gaylen creò il pianeta utilizzando la polvere di stelle, che lui stesso aveva polverizzato. Alcuni esseri, come gli Akiridiani possono assorbire l'energia contenta nei nuclei dei loro antichi, ottenendo il loro potere e diventando degli dei. Gli antichi potrebbero anche perdere le loro forme fisiche, proprio come gli altri Akiridiani, sebbene ciò richieda molto potere.

## Oggetti
Di seguito sono elencati gli oggetti apparsi ne I racconti di Arcadia.

### Amuleto della Luce del Giorno
L'amuleto della luce del giorno (anche noto come amuleto del Cacciatore di troll) era un amuleto magico creato da Merlino, che fungeva sia da fonte di potere che da simbolo dell'ufficio per il Cacciatore di Troll, capace di evocare l'armatura del cacciatore di troll e la spada della luce del giorno. Il retro dell'amuleto può essere aperto per inserire delle pietre speciali, che conferiscono al Cacciatore di troll nuove armi o poteri magici. Dopo aver acquisito tutte e tre le Pietre Triumbriche, il Cacciatore di troll potrebbe sbloccare una nuova armatura: l'armatura dell'Eclissi, insieme all'unica arma conosciuta in grado di uccidere permanentemente Gunmar: la spada dell'Eclissi. L'amuleto fu successivamente distrutto dall'Ordine Arcano in modo che potessero liberare Morgana dal Regno delle Ombre. Prima degli eventi de L'Ascesa dei Titani, l'amuleto è stato ricostruito e potenziato da Krel Tarron e Stuart, permettendo ora di evocare l'armatura Magiktech e, grazie alla connessione che ha con la spada leggendaria, Excalibur, è in grado di evocare il spada ogni volta che chi la indossa lo desidera.

### Horngazel
Gli Horngazel sono chiavi magiche utilizzate per aprire l'ingresso al Mercato dei Troll di Heartstone e alle sue stanze nascoste. Gli Horngazel sono gemme angolari giallo-arancio brillante, che sembrano essere state create da Heartstone. Sono incastonati in quello che sembra un portacandele con una sorta di manico nella parte inferiore. Gli Horngazel sono usati per disegnare un arco sul muro sotto il ponte dell'Arcadia, si apre un portale che permette di entrare o uscire dal Trollmarket. L'Horngazel può anche essere usato per bloccare i portali dal portatore creando una X per sigillarlo. Per secoli, da quando sono emigrati nel Nuovo Mondo, i troll hanno usato gli horngazel come mezzo per entrare o uscire dalla loro casa del Mercato dei troll di Heartstone attraverso il Ponte Arcadia e accedere anche a varie camere sigillate, come la Gyre Station. Dopo essere stati scelti dall'amuleto, Jim e i suoi amici, Claire e Toby, portano i loro Horngazel nel caso in cui debbano visitare Mercato dei troll per addestrarsi o incontrarsi per missioni di caccia ai troll.

### Heartstone
Le Heartstone sono gigantesche gemme luminose che contengono diverse proprietà magiche come la guarigione, il riavvio della Terra o danno più potere. All'inizio, i mondi dei troll e degli umani si scontrarono, dando vita alla Guerra per le Terre di Superficie. Il primo Heartstone è marcito dall'interno e da esso è nato Gunmar. Dopo che Gunmar e il suo esercito furono banditi nelle Terre Oscure, alcuni troll si recarono in America a bordo della Mayflower e alla fine trovarono una nuova Heartstone sotto quella che sarebbe stata conosciuta come Arcadia Oaks. Da questo, hanno costruito il mercato dei Troll attorno alla nuova Heartstone. L'Heartstone è una grande fonte di vita, sostentamento e potere magico. Ha il potere di sostenere la forza vitale di tutti i troll, impedendo loro di crollare in pietra. Può anche guarire i malati e i feriti. L'Ordine Occulto e i loro titani hanno la capacità di evocare l'Heartstone e di usarne il potere per riavviare l'universo.

### Oracolo
L'Oracolo è una macchina da troll che determina se la persona dell'utente è degna di un grande destino quando mette la mano dentro. L'Oracolo sembra una terrificante testa di troll scolpita nella pietra. Ha sei occhi rossi luminosi e denti affilati come rasoi. L'Oracolo giudica il proprio vero spirito se sono degni di essere il Cacciatore di troll. In caso contrario, morderà il braccio dell'utente. È anche un portale per il Vuoto tra i mondi e un modo per evocare gli spiriti dei precedenti Cacciatori di troll.

### Ponte di Killahead
Il ponte di Killahead è un magico ponte di pietra che funge da portale per le Terre Oscure. Era un grande ponte di pietra con elaborate incisioni su di esso, per lo più eventi della storia di Gumm-Gumm (una di queste incisioni raffigurava la battaglia di Gunmar e Orlagk). Il ponte aveva una depressione circolare all'apice, progettata per ospitare l'Amuleto della Luce del Giorno. Un tempo fungeva da confine tra Camelot e il Bosco Selvaggio, fino alla morte di Re Artù e all'esilio di Gunmar durante la Battaglia del ponte di Killahead. Dopodiché, i troll fecero a pezzi il ponte e li nascosero in tutto il mondo per assicurarsi che i Gumm-Gumm non tornassero mai più. Tuttavia, il figlio di Gunmar, Bular, complottò con i Mutanti dell'Ordine di Giano per trovare tutti i pezzi e liberare suo padre. Il ponte di Killahead è l'unica via principale conosciuta per entrare o uscire dalle Terre Oscure. Anche se il ponte viene fatto a pezzi pezzo per pezzo, non può essere distrutto definitivamente, ma solo eliminato. Inoltre, solo il Cacciatore di troll può aprire il ponte e rimontarlo simultaneamente con l'Amuleto della Luce del Giorno.

### Libro di Ga-Huel
Il libro di Ga-Huel è un antico tomo della storia e della magia oscura dei Gumm-Gumm commissionato per la prima volta da Orlagk. Stricklander attualmente possiede il libro e lo conserva nello scomparto segreto del suo ufficio.

### Bastone dell'Ombra
Il bastone dell'Ombra (chiamato anche Skathe-Hrün) era un'arma di magia oscura creata da Morgana. È in grado di aprire portali attraverso il Regno dell'Ombra ed è stata l'arma principale di Claire. Il Bastone dell'Ombra è un bastone bianco e ricurvo con tinte viola e blu, simile al cristallo di quarzo, e un'estremità uncinata (simile a un artiglio di aragosta) e un'impugnatura di metallo (che è la sua forma portatile). Quando è attivo attraverso emozioni negative, il bastone diventa completamente nero. Il bastone può essere ristretto nell'impugnatura per facilitare il trasporto e lo stoccaggio. Successivamente è stato distrutto da Toby (sotto gli ordini di Claire) in modo che potessero intrappolare Morgana nel Regno dell'Ombra per sempre. Tuttavia, il bastone è stato apparentemente ripristinato dall'Ordine Occulto ed è tornato a Morgana dopo che l'hanno liberata dal Regno dell'Ombra. Oltre ad aprire portali per il Regno dell'Ombra, il bastone è in grado di creare e controllare l'oscurità e le ombre, permettendo anche ai troll di camminare alla luce del giorno. Come accennato da Claire, poiché il bastone è alimentato da emozioni negative (come rabbia e paura), la creazione di più portali contemporaneamente la mette a dura prova ed esaurisce la sua energia. Tuttavia, dopo aver dominato le sue emozioni, è stata in grado di creare tutti i portali che voleva senza troppa fatica. l'uso eccessivo del potere del bastone può causare la corruzione dell'utente dalla sua magia oscura e diventare posseduto dallo spirito di Morgana.

### Martello da Guerra
Il Martello da Guerra è l'arma preferita di Toby. Il martello da guerra è realizzato in cristallo liscio arancione chiaro con una colorazione arancione intenso al centro. Il cristallo è traslucido e si può vedere il contorno del bastone. Un lato è irregolare e frastagliato. L'altro lato è piatto e presenta delle incisioni dorate. È montato su un lungo bastone che continua nella testa del martello e fuoriesce dall'altro lato come tre punte acuminate. L'abilità principale del martello da guerra sta cambiando la quantità di gravità che attira su se stesso, per diventare molto leggera o molto pesante, come risultato di una maledizione posizionata al suo interno. Il suo grande peso lo rende un'arma di grande potere distruttivo se usato correttamente. Quando viene utilizzato, ha un bagliore ardente. Grazie alle sue abilità gravitazionali, il martello da guerra può anche simulare il volo. È anche in grado di ridursi in una forma tascabile, per facilitarne il trasporto.

### Inferna Copula
L'Inferna Copula era un anello magico creato da Morgana. Realizzato con la pietra vitale di Angor Rot, l'anello era il contenitore della sua stessa anima e chiunque lo indossi può controllare lui stesso l'assassino mortale. L'anello è stato creato dalla malvagia strega Morgana dell'antichità con la quale Angor Rot fece un patto per ottenere un grande potere in cambio della sua anima nel 1297 d.C. La strega usò l'anello per far uccidere ad Angor Rot i Cacciatori di troll. Attualmente, non si sa come l'abbia perso. Secoli dopo, Strickler entrò in possesso dell'anello e lo usò per manipolare Angor Rot per distruggere Jim. Tuttavia, Angor Rot fece un patto con Jim per recuperare l'anello in cambio del suo lasciarlo vivere e interrompere il legame tra Strickler e sua madre. Jim è stato in grado di utilizzare il Kairosect per rimuovere l'anello da Strickler, ma nel suo tentativo di usarlo per controllare Angor Rot, sono entrati in battaglia. Tuttavia, Angor distrusse involontariamente l'Inferna Copula, insieme alla sua stessa anima. L'Inferna Copula permette a chi la indossa di controllare ogni capriccio di Angor Rot. Li protegge anche se Angor tenta di danneggiarli, direttamente o indirettamente. Può anche mostrare al suo portatore la posizione in cui si trova l'assassino.

### Spada Decimaar
La Spada Decimaar era una spada stregata brandita da Gunmar. La Lama Decimaar era precedentemente usata da Orlagk l'Oppressore, l'ex signore della guerra dei Gumm-Gumm. Tuttavia, fu ucciso dal suo generale Gunmar e la Decimaar Blade passò poi in suo possesso. Dopo aver formato un'alleanza con Gunmar, Morgana ha incantato la spada Decimaar per consentire a Gunmar di creare il suo esercito. Dopo che Gunmar fu ucciso da Jim, la lama fu distrutta e trasformata in pietra, insieme a chi la impugnava. L'abilità della Decimaar è quella di assorbire l'anima degli altri troll, sottomettendo la loro volontà a quella di Gunmar. Se uno dovesse possedere l'Occhio di Gunmar, produce un elmo che protegge l'utente dagli effetti della Decimaar. Gli effetti della lama sono inutili anche per coloro che possiedono un forte senso di volontà, Jim ne è il primo esempio.

### Pietre Trimubriche
Le Pietre Triumbriche sono le tre antiche pietre preziose legate alla linfa vitale di Gunmar. Ognuna di esse è legata a un momento importante della vita di Gunmar e quando vengono messe insieme, queste pietre sono l'unico mezzo per ferire e uccidere permanentemente Gunmar. Con tutte e tre le pietre Triumbriche trovate e collocate all'interno dell'Amuleto della luce del giorno, consente l'accesso all'Armatura dell'Eclissi e alla Spada dell'Eclissi, l'unica arma conosciuta in grado di ferire mortalmente Gunmar. Le pietre Triumbriche sono le seguenti:
- La Pietra Nativa: legata alla nascita di Gunmar, è un frammento dalla prima Heartstone che fu corrotta dalle prime guerre tra troll e umani. Questa pietra era nascosta all'interno della Fortezza di Gatto nel regno dei Troll vulcanici sotto l'Argentina o, più specificamente, all'interno della volta contenuta all'interno dello stomaco di Gatto. Blinky e Toby riuscirono a recuperare la pietra e poi venne tagliata da Vendel, permettendogli di essere collocata all'interno dell'Amuleto della Luce del Giorno, dando così a Jim la possibilità di evocare due lame boomerang.
- La Pietre Letale: legata alla prima uccisione di Gunmar, quando ha frantumato il Re Wumpa. Questa pietra era nascosta all'interno delle Paludi nella tribù dei Quagawump sotto la Florida, che era incastonata nella corona del re. Angor Rot finisce per uccidere l'attuale re e ruba la pietra, perdendo il suo Bastone dell'Ombra nel processo. Tuttavia, Jim è stato in grado di utilizzare il Kairosect per recuperare la pietra. La pietra è stata quindi sfaccettata e collocata nell'Amuleto, dando a Jim la capacità di evocare un grande scudo da guerriero.
- L'Occhio di Gunmar: legato alla prima sconfitta di Gunmar, che è l'occhio di Gunmar che ha perso nella sua battaglia contro Orlagk per il controllo dei Gumm-Gumm. Questa pietra era custodita all'interno delle Caverne Profonde sotto la cura dei Krubera; tuttavia i Gumm-Gumm lo rubarono secoli fa e finì nelle mani di Strickler, che lo tenne nascosto per secoli. Alla fine lo diede a Jim in modo che potesse sconfiggere Gunmar. Dopo essere stato compresso e inserito nell'Amuleto, permette a Jim di evocare un elmo che lo protegge dagli effetti della spada Decimaar di Gunmar.

### Kairosect
I Kairosect sono potenti artefatti che consentono agli utenti di uscire dal tempo stesso. Dopo averlo recuperato dallo stomaco di Gatto, Blinky usa scioccamente il Kairosect due volte per testarne i poteri (sprecando i loro colpi). Jim in seguito lo usò una terza volta per risolvere molteplici problemi che stava affrontando: salvare Claire e Blinky, finire un test di spagnolo, svolgere un compito per Spring Fling, fermare un'infestazione di gnomi e recuperare l'Inferna Copula da Stricklander e la Pietra Letale (uno dei le tre Pietre Triumbriche) da Angor Rot. I Kairosect permettono ai loro portatori di fermare il tempo. Gli danno anche l'opportunità di pasticciare con le posizioni e le attività di tutti senza che se ne rendano conto. Nonostante sia un artefatto antico e potente, il potere di fermare il tempo del Kairosect è limitato a tre regole: 
1. Solo un utente può uscire dal tempo.
2. Il massimo dell'effetto di arresto del tempo dura esattamente 43 minuti e 9 secondi.
3. Può essere utilizzato solo tre volte. Dopodiché, sarà reso completamente inutile.

### Bastone di Avalon
Il Bastone di Avalon era la reliquia più potente di Merlino. Il Bastone di Avalon è un grande bastone nero con rifiniture bianche e un grande smeraldo verde lime al centro. Il bastone viene utilizzato per incanalare l'energia dell'universo stesso, forse rendendolo una delle armi più potenti esistenti. Merlino lo ha anche progettato con una protezione, in modo che potesse essere brandito solo da mani umane (in quanto tale, se un troll tenta di usare il bastone, l'incantesimo si ritorcerà contro di loro). Può essere usato sia da un mutante che da un essere umano che può parlare in una lingua troll. Se un troll tentasse di impugnarlo, l'incantesimo si ritorcerebbe contro di loro poiché solo le mani umane possono attivarlo. È anche l'unico strumento che può liberare Morgana dalla sua prigione. Successivamente fu distrutto dal drago Carlo Magno, in modo che Douxie potesse trovare i sigilli della Genesi.

### Serrator
I serrator sono armi tecnologiche di tipo ionico che gli Akiridiani usano comunemente per combattere in modo offensivo e difensivo. Non si sa chi abbia originariamente inventato i serrator, solo che sono stati costruiti per proteggere gli Akiridiani da ogni potenziale pericolo. Secondo Aja, i serrator sono stati creati per riportare la pace sui loro e sui pianeti nell'universo, non per causare spargimenti di sangue. Disattivato, sembra un comune goniometro blu. Quello di Varvatos ha una forma circolare e ha gli stessi colori. Quella di Morando è più simile a quella ordinaria ma di forma più triangolare. mentre è in uso produce energia ionica blu sotto forma di lame, blaster, scudi e persino lance. Quello di Morando produce solo energia ionica rossa.

### Cannone di Seklos
Il Cannone di Seklos era un'arma mortale usata da Seklos per sottomettere Gaylen, successivamente usata da Aja e Krel Tarron per sottomettere il generale Morando. Il cannone è stato creato per la prima volta da Seklos per uccidere Gaylen dopo che la sua brama di potere ha iniziato a minacciare l'universo. Seklos ha quindi inserito il proprio nucleo vitale in esso e ha distrutto Gaylen. Molte migliaia di anni dopo, il Generale Morando acquisì il Nucleo di Gaylen da mercato dei troll e lo integrò con il suo nucleo vitale per ottenere il potere di Gaylen. Gli eredi reali, Aja e Krel Tarron, crearono una replica del cannone e intendevano alimentarlo con i propri nuclei vitali per porre fine a Morando. Tuttavia, i nuclei sono stati forniti da un re Fialkov e dalla regina Coranda appena rigenerati, che hanno dato la vita per alimentarlo. È una pistola gigante e moderna con diverse canne e una combinazione di colori generale di grigio intervallata dal giallo. Presenta una piccola cavità utilizzata per il contenimento delle anime. Poiché la pistola è alimentata dai nuclei vitali di uno o due Akiridion reali, è in grado di demolire qualsiasi oggetto o essere vivente.

### Nucleo di Gaylen
Il Nucleo di Gaylen era il nucleo vitale di Gaylen che possedeva i poteri latenti di un dio, capace di creare e distruggere interi pianeti. Il nucleo di Gaylen è un nucleo vitale a forma di fulmine di grandi dimensioni, molto più di qualsiasi altro Akiridiano conosciuto, oltre a Seklos. È di un brillante color violaceo-lavanda. Nel suo stato originale non tagliato, era alloggiato in una gemma a forma di diamante dello stesso colore. Il nucleo venne ritrovato dal re Fialkov e dalla regina Coranda, che scelsero di portarlo sulla Terra, affinandone la custodia al cacciatore di troll, che lo nascose sotto il Mercato dei troll di Heartstone. Venne poi preso dal generale Morando, che ne assorbì l'essenza e il potere contenuti in esso, diventando un gigantesco dio alieno. Il nucleo è stato molto probabilmente distrutto da Aja e Krel Tarron, insieme al generale Morando, quando ha pianificato di usarlo per distruggere e governare l'intero universo nella sua stessa creazione. 

### Mappa del Tempo
La Mappa del Tempo è un oggetto magico utilizzato per navigare nel tempo per evitare di interferire con la storia. La Mappa del Tempo è una piccola scatola grigio-avorio nella sua forma disattivata. Quando attivato, crea un globo blu con una linea attorno ad esso, a indicare le linee temporali. Può mostrare immagini in movimento di persone reali nel tempo. Quando la linea temporale viene disturbata e intralciata, la sfera diventa di un rosso minaccioso e lampeggia. La mappa del tempo può guidare una persona attraverso qualsiasi evento del passato. Può anche mostrare tutti i possibili futuri. Tuttavia, queste sono solo approssimazioni e non hanno una base reale. La mappa del tempo è stata creata da Merlino per stabilire la posizione di una persona nel tempo. Merlino portò tutti i Guardiani di Arcadia a Camelot dopo che il suo nascondiglio ad Arcadia fu attaccato. Ha poi raccontato agli adolescenti di Camelot, della sua storia e dei nemici che hanno affrontato su una mappa del tempo. Dopo che Douxie e i suoi amici furono trasportati a Camelot nel 12º secolo, usarono più volte la Mappa del Tempo per capire la loro posizione nel tempo e come poter tornare indietro nel futuro senza distruggere la storia. 

### Excalibur
Excalibur è un'antica spada leggendaria creata dalla dea Nimue, ma intrisa della magia di Merlino. Excalibur possiede incantevoli abilità magiche, che la rendono una delle spade più potenti della storia antica. Una volta era impugnato da Re Artù, fino a quando sua sorella, Morgana, ferita a morte, usa l'ultimo della sua magia per privarlo del suo diritto di impugnarlo, a causa della sua caduta nell'oscurità. Più tardi, Jim Lake Jr. rivendicò la spada come sua e la collegò con l'Amuleto della luce del giorno ricostruito inserendovi una delle sue gemme.

### Sigilli della Genesi
I Sigilli della Genesi sono antichi sigilli primordiali che contengono la vera essenza della magia stessa. Si dice che i Sigilli della Genesi siano i racconti più antichi del mondo dei maghi; tre sigilli primordiali che contengono al loro interno una magia grezza e caotica. Se i Sigilli della Genesi vengono spezzati, allora la magia pura e incontrollata verrà scatenata sul mondo, concedendo all'Ordine Occulto pieno potere e il suo comando sulle sue ancelle, i Titani, e spazzando via tutta la vita come un'inondazione e distruggendo ogni cosa al suo passaggio. Tuttavia, tutti e tre i membri dell'Ordine Occulto devono essere presenti per rompere ciascuno dei Sigilli, altrimenti l'"evocazione" sarà inefficace. Senza Luce, Bellroc e Skrael non possono completare il rituale. Durante il rituale, i Sigilli furono in grado di proteggere i semidei primordiali e se stessi dall'interferenza con uno scudo che nessuna magia, serrator o armi magiche potevano penetrare. Se i Sigilli vengono mai spezzati, scateneranno la pura magia sul mondo e risveglieranno i Titani dormienti per unirsi con l'ultima Heartstone primordiale ospitata sotto Arcadia Oaks, ponendo fine a tutta la vita in un'apocalisse arcana. 

### Cronosfera
La Cronosfera è un oggetto magico utilizzato per visualizzare il futuro e reimpostare il tempo. È un grande oggetto a forma di sfera verde brillante, con piccoli schermi separati da bande di ottone dappertutto. La Cronosfera è portatrice del tempo infinito, capace di mostrare visioni del passato e del futuro. Tuttavia, il futuro che mostra non è assoluto, dato che Claire è stata in grado di impedire a Blinky di morire che la sfera le ha mostrato. Il suo potere deriva dalla Gemma del Tempo al suo interno. Se la pietra viene rimossa dalla Cronosfera e collocata all'interno dell'Amuleto della Luce del Giorno, consente al Cacciatore di troll di tornare indietro nel tempo, ripristinando essenzialmente la linea temporale. È stato visto per la prima volta in possesso di Zong-Shi, il reggente draghi-troll, e successivamente catturato da Claire, Blinky, Archie e Carlo Magno, poiché Luce aveva detto loro che sarebbe stato di aiuto per sconfiggere Bellroc e Skrael.

## Luoghi
Di seguito sono elencati i luoghi principali in cui sono ambientate le vicende de I racconti di Arcadia.

### Arcadia Oaks
Arcadia Oaks è una città suburbana della California che in realtà è, all'insaputa della maggior parte degli umani che risiedono in questa comunità apparentemente ordinaria, un punto caldo per attività soprannaturali (come i troll che vivono sottoterra, alieni che si rifugiano da altri pianeti e maghi che si nascondono in bella vista), il che risulta essere dovuto al fatto che si trova proprio al centro dell'universo stesso, poiché sotto di essa è nascosta l'ultima Heatstone primordiale. È protetto da un gruppo di eroici guerrieri adolescenti chiamati i Guardiani dell'Arcadia. È l'ambientazione principale de I racconti di Arcadia

### Mercato dei troll di Heartstone
Il Mercato dei troll di Heartstone era una metropoli sotterranea che è la casa della civiltà dei Troll, pulsante di energia e luce alimentata da gioielli, dove i troll mangiano, combattono e bevono birra nei pub direttamente dalla tradizione vichinga. Si trova sotto la città di Arcadia, e l'ingresso (che può essere aperto solo con un Horngazel) è sotto il ponte principale dei canali. Il Mercato dei troll è una grande metropoli sotterranea. Si trova diversi metri sotto terra, collegata all'ingresso da una lunga scala di cristallo luminoso. Consiste principalmente di case, ponti e postazioni commerciali disposte intorno alla roccia. Ci sono tutti i tipi di minerali e cristalli ovunque che forniscono illuminazione. Al centro c'è l'Heartstone, fonte di vita e sostentamento di tutti i troll. Tuttavia, dopo la sconfitta di Morgana e la fine della Notte Eterna, l'Heartstone all'interno del Mercato dei troll ha perso tutto il suo potere ed è quindi inabitabile, costringendo i restanti troll ad avventurarsi nel New Jersey per trovare una nuova Heartstone. 

### Fucina degli Eroi
La Fucina degli Eroi è un'arena all'interno del Mercato dei Troll di Heartstone dove si allenano i Cacciatori di Troll. Quando Jim mise piede per la prima volta nella Fucina degli Eroi, inizialmente pensò che fosse un palazzo. Al centro della Fucina c'è l'Oracolo, che permette al Cacciatore di troll (o a coloro che hanno attraversato il confine tra la vita e la morte, come AAARRRGGHH!!!) di entrare nel Vuoto tra i Mondi. Ci sono due modi per entrare nella Fucina: uno è attraverso una caverna e camminando attraverso uno stretto sentiero simile a una scogliera, e il secondo è un grande cancello a forma di denti di legno (che può essere chiuso leggermente o completamente). Quando si tengono occasioni speciali, la fucina dispone anche di aree simili a balconi in cui i troll possono guardare e assistere ai troll che si sfidano a vicenda in partite comuni e partecipano a sport speciali, come PyroBligst.

### Terre Oscure
Le Terre Oscure erano un regno oscuro che era il luogo natale dei Troll prima della famigerata Guerra per le Terre di Superficie e la nascita di Gunmar. Da allora è un labirinto desolato e morente abitato da feroci mostri assetati di sangue. L'unico modo noto per entrare o uscire completamente dal regno è attraverso il ponte di Killahead. I Fetch fungono anche da portali, ma solo per piccole cose come piccoli mutanti, goblin, gnomi e bambini umani.
Era lì che Gunmar e il suo esercito di Gumm-Gumm erano stati tutti esiliati e imprigionati per secoli dopo la Battaglia del ponte di Killahead da parte di Deya la Salvatrice, fino a circa nove secoli dopo, quando i Cacciatori di troll organizzò una missione di salvataggio per salvare Jim Lake Jr., inavvertitamente, liberando Gunmar nell'ultimo secondo. Fu distrutto una volta per tutte dopo le sconfitte di Morgana e Gunmar. 

### Regno dell'Ombra
Il Regno dell'Ombra è uno spazio misterioso tra i mondi, un piano di caos, oscurità e mistero, privo di luce o ragione. Si dice che sia la personificazione stessa del caos e delle ombre stesse. Rocce e altri detriti fluttuano senza meta nel regno. L'ingresso (e l'uscita) del Regno è caratterizzato da un puntino di luce. È possibile accedervi utilizzando il bastone dell'Ombra e funge da intermediario tra la posizione originale dell'utente e la destinazione prevista quando viene creato un portale dell'Ombra. Un altro tratto unico è che una persona può accedere ai ricordi di un'altra persona la cui anima è stata intrappolata nel Regno. Questi ricordi possono manifestarsi come visioni.

### Akiridion-5
Akiridion-5 è un pianeta tecnologico basato sull'energia, è il pianeta natale degli Akiridiani. Dallo spazio, il pianeta ha più anelli non naturali e quattro satelliti in orbita attorno al pianeta. Dato che il pianeta è gassoso e non ha un terreno solido, la gravità fa fluttuare ogni edificio nell'aria. Molto tempo fa, si diceva che un'antica divinità di nome Gaylen avesse schiacciato le stelle con i suoi poteri e ne ha usato la polvere per creare Akiridion-5. Tuttavia, è diventato avido con il suo potere e ha quasi distrutto il pianeta. Fortunatamente, un'altra divinità, di nome Seklos, sconfisse Gaylen, sacrificando il suo stesso nucleo vitale. Tuttavia il nucleo di Gaulen sopravvisse e fu nascosto sulla Terra poiché era troppo potente per essere posseduto da chiunque. Per centinaia di Kelton (anni), Akiridion-5 rimase divisa tra due case: la casata Akram degli antenati della regina Coranda e la casata Ventis degli antenati del re Fialkov. Celebrano l'unione delle due grandi casate nella Casa Tarron nel giorno dell'incoronazione in attesa della Principessa Aja e del Principe Krel per dichiarare che l'erede al trono sia pronto e buono. Attualmente è governato dal casato dei Tarron, prima e dopo che il pianeta è stato invaso dal tirannico ed esiliato generale Val Morando. 

### Camelot
Camelot era un regno medievale che si dice si perdesse nelle leggende all'interno dell'isola della Gran Bretagna. Secondo la leggenda, Camelot era un mitico regno fortificato che si dice si trovasse in Inghilterra, dove re Artù teneva corte. Era il centro del Regno di Logres e (nella leggenda arturiana) sarebbe diventato il luogo della tavola rotonda che teneva l'uguaglianza di 150 cavalieri. Quando Re Artù salì al potere, dopo la perdita della sua amata regina Ginevra, Camelot divenne una città ferocemente anti-magica, inviando costantemente forze per impadronirsi della terra dei Troll che vivevano nella foresta al di là. Nonostante ciò, a Merlino fu assegnata una posizione di rispetto come consigliere del re con il magico Cuore di Avalon che si trovava sotto la città, il suo potere era in grado di far levitare il regno.